# 在那河畔青草青
《在那河畔青草青》（英語：Green green grass of home）是一部1982年上映的台灣電影，姚白雪出品，由侯孝賢執導，鍾鎮濤、江玲等人主演。

## 演員列表
| 演員   | 飾演角色                                                      | 以「盧大年」 為關係        |
| 鍾鎮濤 | 代課教師- 盧大年                                              | 自己                       |
| 江玲   | 音樂老師- 陳素雲                                              | 曖昧的對象                 |
|        |                                                               |                            |
|        | 放棄老師職務- 盧永馨, 跟老公搬去印尼的水泥工廠                | 姊姊                       |
| 梅芳   | 陳素雲的媽媽                                                  | 可能是岳母                 |
| 戽斗   | 陳素雲的爸爸                                                  | 老伯,可能是岳父            |
| 鄭傳文 | 父母離婚.性格孤僻- 周興旺                                     | 學生                       |
| 崔福生 | 周興旺的爸- 周文                                              | 學生家長                   |
|        | 周興國                                                        |                            |
| 顏正國 | 顏正國, 未來想當"軍人"                                        | 三劍客學生                 |
| 周品君 | 黃金水, 未來想當"老師"                                        | 三劍客學生                 |
| 廖正賢 | 洪佩瑜, 林文欽的表妹                                          | 台北轉來內灣的「學生」     |
| 陳靜慧 |                                                               |                            |
| 張鋤非 |                                                               |                            |
| 劉慶勳 |                                                               |                            |
| 古軍   | 幫忙大年到府上促成素雲父母同意二位交往                        | 爸爸                       |
| 顏碧雲 | 幫忙大年到府上促成素雲父母同意二位交往                        | 妹妹                       |
| 周澤慶 |                                                               |                            |
| 李宗盛 |                                                               |                            |
| 李波   |                                                               |                            |
| 謝自生 |                                                               |                            |
| 李金禪 |                                                               |                            |
| 禹黎朔 | 豬肉攤老闆/ 歐宏亮的姐                                        | 仰慕倒追自己的單戀花痴女子 |
| 陳美鳳 | 發現一個月沒聯絡,來學校找大年,對方竟是沒愛自己跟家人,所以放棄 | 想法不合單戀自己的都市女子 |
| 石英   | 林文欽(阿欽)的爸                                              | 學生家長                   |
| 吳玲   | 林文欽(阿欽)的媽                                              | 學生家長                   |

## 文獻來源
1. ↑  . MovieCool 華文影史庫 | 電影、連續劇、影人.   [2020-10-10] （中文（臺灣））.

## 外部連結
- 豆瓣电影上《在那河畔青草青》的資料 （简体中文）
- 时光网上《在那河畔青草青》的資料（简体中文）